# Stade Français / Issy-les-Moulineaux
Handbollssektionen av Stade Français var en fransk idrottsklubb baserad i Paris i stadsdelen Issy-les-Moulineaux. Klubben spelade  på Géo-André gymnasium. På damsidan bildade sektionen 1999 Issy Paris Hand Club nu Paris 92. Det är på damsidan klubben är känd främst. Sektionen för herrar har inga stora meriter.

## Damsektionens meriter
- i Franska mästerskapet tre gånger 1956, 1984, 1986.[1]
- i Franska cupen två gånger 1986, 1987

## Meriterade spelare och tränare
- Sylvie Lagarrigue  1982 - 1996[2]
- Pascale Jacques 1982-1985
- Aline Decayeux
- Marie-Thérèse Bourasseau  1980-talet.
- Marie-Annick Dézert  1991 - 1994
- Mézuela Servier 1994 -1996.[3]
- Jean-Paul Martinet (tränare) 1981-1986. Sedan landslagstränare.